# Karojba
Karojba (en italien : Caroiba del Subiente) est un village et une municipalité située dans le comitat d'Istrie, en Croatie. Au recensement de 2001, la municipalité comptait 1 489 habitants, dont 87,37 % de Croates et le village seul comptait 453 habitants.

## Localités
La municipalité de Karojba compte 4 localités :
- Karojba
- Motovunski Novaki
- Rakotule
- Škropeti